# Fritz Knoll
Fritz Knoll (eigentlich Friedrich Josef Knoll; * 21. Oktober 1883 in Gleisdorf, Steiermark; † 24. Februar 1981 in Wien) war ein österreichischer Botaniker und nationalsozialistischer Rektor der Universität Wien. Sein botanisches Autorenkürzel lautet „Knoll“.

## Leben

### Privates
Knolls Eltern waren der Gerichtsadjunkt Friedrich Jakob Joseph Knoll (* 13. Juli 1849 in Schleinitz bei Marburg/Drau; † 3. August 1891 in Gleisdorf) und Maria Katharina Karl (* 7. Dezember 1860 in Leoben; † 11. Oktober 1953 in Gleisdorf).
Am 5. November 1923 heiratete Knoll Sophie Maria Heisegg (* 9. Oktober 1886 Preßburg; † April 1979) in der Domkirche St. Stephan zu Wien. 1924 kam die Tochter Friederika Maria Sophia (genannt Friedl) Knoll zur Welt, die als Doktorin der Botanik und Lehrerin an einer Mädchenoberschule dem Beispiel ihres Vaters folgen sollte. Ihr Tod am 23. August 1953 infolge eines Absturzes vom Traunstein traf Knoll hart. Knolls Sohn Johann Baptist Friedrich Josef (genannt Hans) Knoll wurde 1928 geboren, verstarb aber bereits 1930.

### Wissenschaftlicher Werdegang
Fritz Knoll besuchte das humanistische Staatsgymnasium in Graz, an dem er 1902 die Reifeprüfung ablegte. Anschließend begann er das Studium der Naturwissenschaften mit Schwerpunkt auf Botanik und Zoologie an der Philosophischen Fakultät der Universität Graz. 1903 wurde er dort Demonstrator am Botanischen Laboratorium und promovierte 1906 mit einer vergleichend-anatomischen Studie über die Brennhaare von Wolfsmilchgewächsen.
1906 und 1908/09 war er als Assistent am Botanischen Institut der Universität Wien unter dem Vorstand Gottlieb Haberlandt tätig und arbeitete über Bau, Entwicklung und Wasserhaushalt von Hutpilzen. Dazwischen absolvierte er 1907/08 Militärdienst als Einjährig-Freiwilliger in Pula und Kotor bei der Festungsartillerie. Bei diesem Aufenthalt am Mittelmeer beobachtete er die Bestäubungsvorgänge bei Zistrosen und Aronstabgewächsen (Araceae). Diese Erkenntnisse gemeinsam mit den ersten Publikationen über den Farbensinn der Honigbienen weckten sein Interesse an der Blütenökologie, die zum Forschungsschwerpunkt seiner weiteren Laufbahn werden sollte.
Weitere praktische Erfahrung sammelte er 1909/1910 als Assistent an der Landwirtschaftlichen Landes-Lehr- und Versuchsanstalt in St. Michael an der Etsch in Südtirol sowie von 1910 bis 1912 als Assistent und 1913 als Adjunkt an der Staatlichen Untersuchungsanstalt für Lebensmittel in Graz. Im Jahr 1912 erfolgte seine Habilitation für Anatomie und Physiologie der Pflanzen an der Universität Graz. 1913 berief ihn Richard von Wettstein erneut als Assistent an das Botanische Institut der Universität Wien. Dieser Berufung folgte 1914 die Habilitation für Systematik und Ökologie der Pflanzen an der Universität Wien.
Von 1914 bis 1918 versah Knoll Kriegsdienst im Kriegshafen Kotor als Reserveoffizier, zuletzt als Oberleutnant. Wiederum fand er hier Zeit, sich mit blütenökologischen Beobachtungen und blütenbiologischer Freilandarbeit zu beschäftigen. Die Wechselwirkungen zwischen Pflanzen und Tieren bei der Bestäubung der Angiospermenblüten (Bedecktsamer) wurden hier zum Fokus seiner weiteren Arbeiten.
Nach Kriegsende kehrte er an das Botanische Institut der Universität Wien zurück. Dort blieb er als Assistent, bis er 1922 zuerst den Titel eines außerordentlichen Professors an der Universität Wien erhielt. Dem folgte dann auch im Jahr 1922 die Ernennung zum wirklichen außerordentlichen Professor und zum Direktor des Botanischen Instituts und Gartens der Deutschen Universität in Prag (heute Karl-Ferdinands-Universität). 1926 erfolgte die Ernennung zum ordentlichen Professor in Prag und 1930 die Bestellung zum Dekan der Naturwissenschaftlichen Fakultät der Deutschen Universität in Prag. Knoll kehrte 1933 nach Wien zurück – auch hier wurde er zum ordentlichen Professor der systematischen Biologie ernannt. Nach einstimmigem Vorschlag der Philosophischen Fakultät der Universität Wien trat er die Nachfolge Wettsteins als Direktor des Botanischen Instituts und des Botanischen Gartens der Universität Wien an. Diese Positionen hielt er bis 1945 inne.

### Fritz Knoll und der Nationalsozialismus
Knoll war seit 1937 illegales Mitglied der damals verbotenen österreichischen NSDAP, am 21. Mai 1938 beantragte er die offizielle Aufnahme in die Partei und wurde rückwirkend zum 1. Mai desselben Jahres aufgenommen (Mitgliedsnummer 6.235.774). Auch war er Mitglied des Nationalsozialistischen Deutschen Dozentenbundes, Gaudozentenführer und ab 1938 Vorsitzender des Reichsbundes für Biologie. Bereits vor dem 12. März 1938 soll er Vorlesungen in SS-Hosen gehalten haben.
Seine Nähe zum Nationalsozialismus kann als Erklärung dienen, warum er bereits am 15. März 1938 mittels eines Dienstzettels der Landesleitung der NSDAP Österreich den Auftrag erhielt, „mit sofortiger Wirksamkeit die Interessen der Landesleitung an der Wiener Universität“ wahrzunehmen. Ebenfalls am 15. März erfolgte die Weisung des Bundesministeriums für Unterricht, Knoll solle das Rektorat der Universität Wien übernehmen. Am 16. März übernahm Knoll vom bisherigen Rektor Ernst Späth die Amtsgeschäfte und wurde somit zum „kommissarischen Rektor“ bestellt. Dieses Vorgehen ist bis heute einzigartig.
Der Auftrag, die Interessen der Landesleitung der NSDAP zu wahren, koppelte die Verantwortung des Rektoratsamtes zusätzlich an einen eindeutigen politisch-ideologischen Auftrag. In diesem Sinne begann Knoll gleich mit der „Neuordnung der Universitätsverhältnisse“, indem er zuerst die Dekanatsstellen neu besetzte, „damit die Fakultäten in einen zeitgemäßen Zustand“ kämen. Die Liste der neuen Dekane wurde bereits am 19. März 1938 veröffentlicht. Es folgte die massenhafte Entlassung jüdischer und politisch missliebiger Dozenten: Bis zum 23. April 1938, also binnen fünf Wochen, wurden nicht weniger als 252 Mitglieder des Lehrkörpers entlassen.
Mit Beginn des Wintersemesters 1938/39 waren drei der wichtigsten Grundzüge nationalsozialistischer Hochschulpolitik umgesetzt: Umgestaltung des Lehrkörpers durch „Säuberung“ und politische Rekrutierungspraxis, Heranziehen einer NS-loyalen Studentenschaft und Umgestaltung der Hochschulverfassung nach dem „Führerprinzip“. Dementsprechend erklärte Knoll für das erste nationalsozialistische Studentenjahr: „So ist nun die Bahn frei für einen neuen Studienbetrieb und für den notwendigen Aufbau“.
Im Jahr 1939 erfolgte die Bestellung zum wirklichen Rektor. Dieses Amt hatte Knoll bis 1943 inne. Am 15. Mai 1943 fand die feierliche Inauguration seines Nachfolgers, des früheren Dekans der Medizinischen Fakultät, Eduard Pernkopf als Rektor der Universität Wien statt.
Am 25. März 1938 wurde in der Akademie der Wissenschaften bei einer Gesamtsitzung der Beschluss gefasst, Knoll zu ersuchen, vorerst auch für die Akademie die Wahrung der Interessen der Landesleitung der NSDAP zu übernehmen. Bereits am 29. März 1938 wurde die Bestellung Knolls von Seiten der NSDAP bestätigt und Knoll hatte sie bis März 1939 inne. Im November 1938 wurde Knoll auch noch in einem verhältnismäßig schnellen Verfahren zum ordentlichen Mitglied der Akademie gewählt.
Als Beispiel für Knolls Wirken 1938/39 kann seine antisemitische Handlungsweise gegenüber dem langjährigen Leiter der Biologischen Versuchsanstalt der Akademie der Wissenschaften, Hans Leo Przibram, angeführt werden, an dessen Beraubung er sich nach der von ihm verfügten Amtsenthebung Przibrams aktiv beteiligte.

### Nach 1945
Im Juni 1945 wurde Knoll aufgrund seiner Mitgliedschaft bei der NSDAP durch Erlass des Staatsamtes für Volksaufklärung, Unterricht, Erziehung und Kultusangelegenheiten aus dem öffentlichen Dienst entlassen. Auch von der Österreichischen Akademie der Wissenschaften wurde er von der Mitgliedschaft 1945 ausgeschlossen.
Im Dezember 1947 erhielt Knoll die Bescheinigung, dass er gemäß §17, Abs. (3), des Verbotsgesetzes 1947 als minderbelastete Person gelte. Aus diesem Grund wurde seine Entlassung in eine Pensionierung umgewandelt. Auch wurde er wieder vollberechtigtes wirkliches Mitglied der Österreichischen Akademie der Wissenschaften.
Ab 1947 war er in erster Linie an der Akademie der Wissenschaften tätig. Er war Obmann verschiedener Kommissionen, wurde 1957 zum Sekretär der mathematisch-naturwissenschaftlichen Klasse und 1959 zum Generalsekretär der Akademie gewählt. Zu seinen Aufgabenbereichen zählte die Arbeit in den Kommissionen, die verantwortliche Kanzlei-, Verwaltungs- und Finanzführung sowie die Beratung der biologischen Stationen Lunz und Wilhelminenberg. Für die Akademie gab Knoll auch die beiden Bände „Österreichische Naturforscher und Techniker“ (1950) und „Österreichische Naturforscher, Ärzte und Techniker“ (1957) heraus, zu denen er auch mehrere eigene Beiträge beisteuerte. In den Büchern werden mehrere herausragende jüdische Forscher unterschlagen.
Am 24. Februar 1981 verstarb Fritz Knoll im Alter von 97 Jahren. Er wurde am Friedhof Rodaun bestattet.

## Auszeichnungen und Ehrungen
- 1906 Unger-Preis der Grazer Philosophischen Fakultät
- 1929 Reiner-Medaille der Zoologisch-Botanischen Gesellschaft in Wien als Anerkennung für wissenschaftliche Leistungen.
- 1942 Kriegsverdienstkreuz II. Klasse für den Kriegseinsatz der Universität Wien.
- 1943 Offizierskreuz des rumänischen Ordens für kulturelle Verdienste.
- 1961 Verleihung des Rektorserinnerungszeichens der Universität Wien durch den akademischen Senat „in Anerkennung [der] ehrenvollen und mutigen Amtsführung in schwerer Zeit“.
- 1965 Österreichisches Ehrenkreuz für Wissenschaft und Kunst I. Klasse.
- 1967 Verleihung der Medaille Bene merito (Silber) für besondere Verdienste um die Österreichische Akademie der Wissenschaften.

## Mitgliedschaften in wissenschaftlichen Vereinigungen und Institutionen
- 1924 Ernennung zum wirklichen Mitglied der Deutschen Gesellschaft der Wissenschaften und Künste in Prag.
- 1934 Ernennung zum Korrespondierenden Mitglied der Akademie der Wissenschaften in Wien.
- 1936 Ernennung zum Mitglied der Kaiserlich-Leopoldinisch-Carolinischen Deutschen Akademie der Naturforscher in Halle a.d.Saale (heute Deutsche Akademie der Naturforscher Leopoldina).
- 1938 Ernennung zum ordentlichen Mitglied der Königlich Schwedischen Gesellschaft der Wissenschaften in Uppsala.
- 1938 Wahl zum wirklichen Mitglied der Wiener Akademie der Wissenschaften.
- 1941 Ernennung zum Ehrenmitglied der Rumänischen Akademie der Naturwissenschaften in Bukarest.
- 1942 Ernennung zum ausländischen Mitglied der Akademie der Wissenschaften von Bologna
- 1956 Wahl zum Ehrenmitglied der Zoologisch-Botanischen Gesellschaft.
- 1958 Von der Deutschen Akademie der Naturforscher in Halle a.d. Saale zum Adjunkten für Österreich (Mitglied des Senats) bestellt.
- 1961 Ernennung zum Ehrenmitglied des naturwissenschaftlichen Vereins für Steiermark.

## Schriften
- Insekten und Blumen. Experimentelle Arbeiten zur Vertiefung unserer Kenntnisse über die Wechselbeziehungen zwischen Pflanzen und Tieren, 3 Bände, Wien 1921 / 1922 / 1926.
- Wissen und Bildung. Rede gehalten bei der feierlichen Eröffnung der Klagenfurter Hochschulwochen am 22. Okt. 1941, Klagenfurt 1941.
- Die Wissenschaft im Neuen Deutschland. Vortrag gehalten im Rahmen der Vorträge des Deutschen Wissenschaftlichen Institutes in Bukarest am 23. Mai 1941, Wien 1942.
- Die feierliche Rektorsinauguration der Universität Wien, 1943, Wien 1944.
- Akademie der Wissenschaften (Hrsg.): Österreichische Naturforscher und Techniker, Wien 1950.
- (Hrsg.): Österreichische Naturforscher, Ärzte und Techniker, Wien 1957.